# هورتشاتا (شراب)

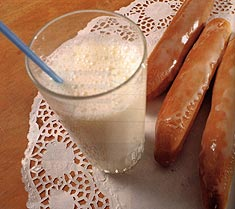

هُرشاتة أو (نقحرة: هورتشاتا) (بالإسبانية: Horchata de chufa)‏ هو اسم لعدة أنواع من المشروبات التقليدية المصنوعة من اللوز المطحون وبذور السمسم والأرز والشعير أو المكسرات. يتم تقديم هذا المشروب باردا باعتباره من المرطبات الطبيعية في فصل الصيف.يختلف طعم هذا المشروب من بلد إلى بلد باختلاف طريقه التحضير والمكونات المضافة إليه، ولكنه يحتفظ بنفس الاسم ونفس الشكل واللزوجة والحرارة. في إسبانيا عادة ما يصنع الهُرشاتة من حب العزيز والسكر والماء. و جاءت فكرة صنع الهُرشاتة من حب العزيز من فترة وجود المسلمين في بالنسيا في الفترة من القرن الثامن إلى القرن الثالث عشر.